# منقل (مقاطعة دشتي)
منقل (بالفارسية: منقل) هي قرية تقع في إيران في قسم مركزي الريفي. يقدر عدد سكانها بـ 46 نسمة بحسب إحصاء 2016.